# Otes
Otes je sarajevsko naselje. Nedaleko je od rječice Miljacke i rječice Dobrinje. U blizini su naselja Osjek (sjeverozapadno), Doglodi (sjeverno), Azići (sjeveroistično), Stup (istočno), Pejton i Ilidža (jugoistočno), Lužani (južno) i Vreoca (jugozapadno). Sa zapadne strane, pružajući se od jugozapada ka sjeverozapadu granicu Otesa čine rijeke Željeznica i Bosna u koju se ulijeva Željeznica. S istočne strane, pružajući se u istom smjeru, granicu Otesa čini rječica Dobrinja. Između Otesa i Pejtona je željeznička pruga ka Mostaru. Nekada je Otes bio selo koje je postalo prigradsko naselje. Danas je u sastavu općine Ilidža. Prije velikosrpske agresije bio na glasu kao dio Sarajeva u kojem je velik broj Hrvata katolika. Ratne nepogode pridonijele su smanjenju broja katolika u Sarajevu i okolici. Jedni su starinske starosjedilačke obitelji, s tradicijom u dalekoj prošlosti. Drugi su novijeg postanja. To su bile obitelji većinom iz Hercegovine, koji su došle u Sarajevo zbog posla. Velika poduzeća kao Famos iz Hrasnice i Energoinvest prije velikosrpske agresije su imala mnogo zaposlenika Hrvata.
Prvi apostolski vikar u Bosni biskup fra Mate Delivić u svome izvješću iz 1737. godine naveo je mjesto Otes (Attes) u župi Sarajevo, s 4 katoličke kuće i 30 katolika.
Zbog brojne zajednice Hrvata, Otes je stoga bio jednim od djelova Sarajeva odnosno BiH koje je bilo pod nadzorom HVO-a. Hrvati su se ovdje samoorganizirali u obrani Bosne i Hercegovine. 
Zbog inertnosti središnjih bosanskohercegovačke vlasti pred imanentnim srpskim osvajačkim pohodom bilo je nužno političko i vojno samoorganiziranje Hrvata grada Sarajeva. Otes je bio dio teritorijalno-administrativne zajednica hrvatskog naroda u BiH, Hrvatske zajednice Vrhbosne, osnovane siječnja 1992. godine. Poznat je bio HVO Sarajevo, a na području Otesa djelovao je HVO na čelu s predsjednikom Velimirom Marićem. 
Na jeseni 1992. Glavni stožer Armije BiH planirao je vojnu operaciju Koverat, kojom bi deblokirali Sarajeva. Međutim, srpske su snage prve napale. U jakom topničko-tenkovsko-pješačkom napadu koji je trajao od 1. do 4. prosinca 1992. osvojile su Otes.